# Diplolaemus sexcinctus
Diplolaemus sexcinctus är en ödleart som beskrevs av  José Miguel Cei SCOLARO och VIDELA 2003. Diplolaemus sexcinctus ingår i släktet Diplolaemus och familjen Polychrotidae. Inga underarter finns listade i Catalogue of Life.